# ANAPC5
La subunidad 5 promotora de la anafase es una enzima que en los humanos está codificada por el gen ANAPC5.
El complejo promotor de la anafase (APC) consta de al menos 8 subunidades de proteínas, incluidas APC5, CDC27 (APC3; MIM 116946), CDC16 (APC6 ; MIM 603461) y CDC23 (APC8 ; MIM603462).

## Interacciones
Se ha demostrado que ANAPC5 interactúa con ANAPC1, ANAPC4,  CDC27 y PABPC1.  